# John Pethica
Sir John Bernard Pethica FRS (* 1953 in Birmingham, England) ist ein britischer Physiker, der insbesondere durch die Erfindung der Nanoindentierung sowie die Fortentwicklung von Rasterkraftmikroskopen bekannt wurde.

## Leben
Nach dem Besuch des St. Ambrose College in Traffold studierte er zunächst von 1970 bis 1971 Medizin an der Universität von Paris, ehe er Naturwissenschaft an der University of Cambridge studierte und dieses Studium 1975 mit einem Bachelor of Science (B.S. Natural Science) abschloss. Nach dem Erwerb eines Philosophiae Doctor im Fach Oberflächentechnik an der University of Cambridge, war er zunächst von 1980 bis 1982 Forschungswissenschaftler beim Elektrotechnikkonzern Asea Brown Boveri (ABB).
Im Anschluss war er zwischen 1982 und 1987 Dozent für Physik an der University of Cambridge sowie zugleich von 1984 bis 1998 Gründer und Präsident der Firma Nano Instruments Inc. in den USA. Nachdem er von 1987 bis 1996 Dozent für Physik an der University of Oxford war, nahm er dort zwischen 1996 und 2001 eine Professur für Materialwissenschaft wahr und wurde 1999 Fellow der Royal Society.
Im Anschluss war er von 2001 bis 2005 Professor für Physik am Trinity College Dublin und war zeitgleich Gründer und Direktor des Forschungszentrums für adaptive Nanostrukturwissenschaften und Nanotechnologie (Centre for Research on Adaptive Nanostructures and Nanodevices). Pethica, der 2001 die Hughes-Medaille erhielt, ist außerdem Mitglied der 2003 gegründeten Science Foundation Ireland (SFI).
Neben seiner Lehr- und Forschungstätigkeit beschäftigte er sich mit der Erfindung der Nanoindentierung, einer Methode der Werkstoffprüfung zur Bestimmung der Härte von Materialien auf kleinen Längenskalen (Nanometer (nm)). Daneben befasste er sich mit der Fortentwicklung von Rasterkraftmikroskopen.
Seit 2007 ist John Pethica Chefwissenschaftler des National Physical Laboratory in Teddington. 2009 wurde er nicht nur Vizepräsident, sondern zugleich auch Sekretär für Physik der Royal Society. Seit 2011 ist er Mitglied der Royal Irish Academy.
Pethica war Vorsitzender der Arbeitsgruppe der Royal Society, die 2010 eine Zusammenfassung des Forschungsstandes zum Klimawandel erstellte.